# Maglia Jacquard

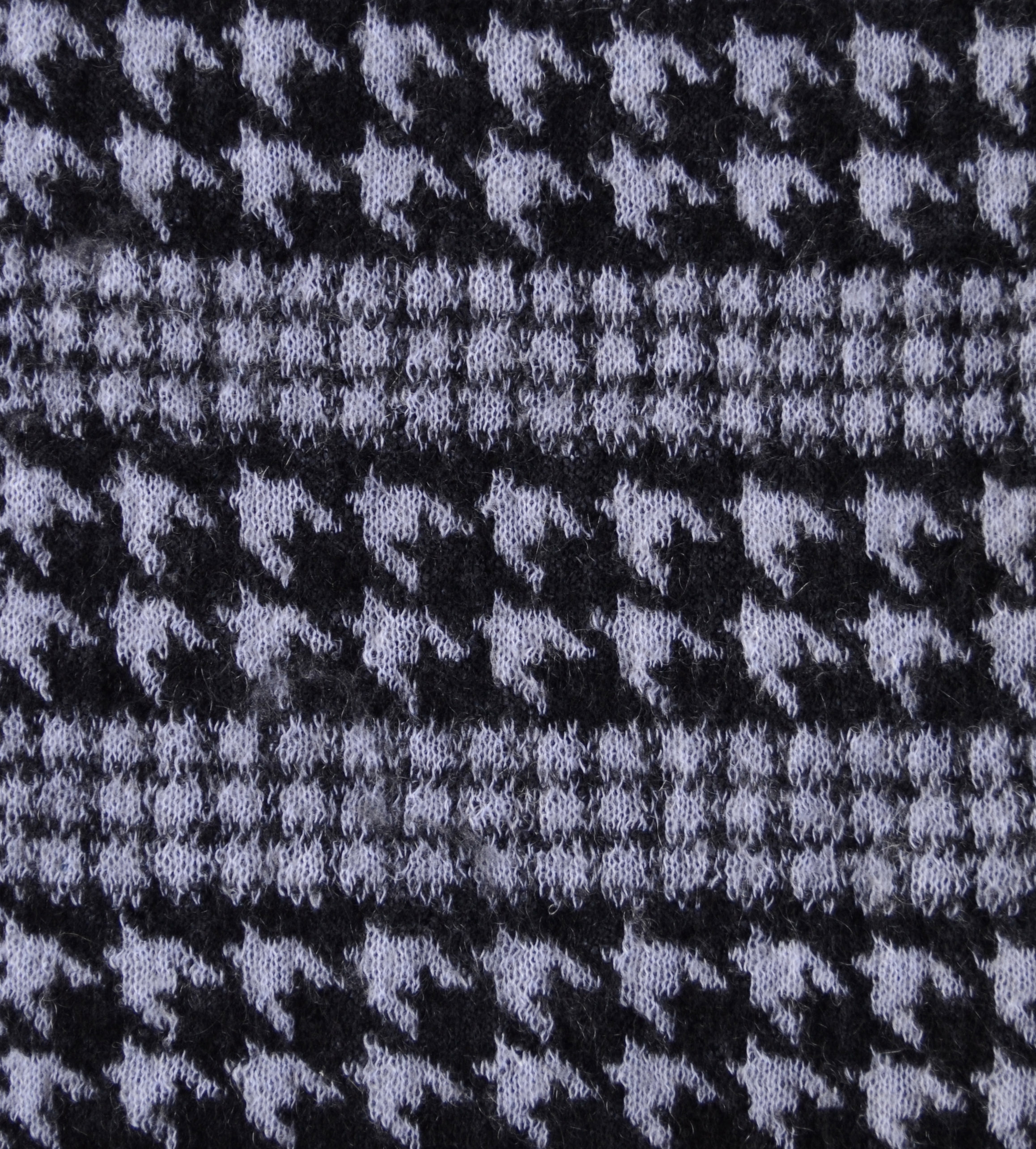
Maglia Jacquard

La maglia jacquard è un tessuto a maglia operato che presenta disegni complessi ottenuti cambiando, attraverso un meccanismo di selezione, aghi e colori a ogni rango nei telai elettronici, oppure utilizzando due o più colori nella stessa riga in un lavoro ai ferri manuale. Nella maglieria elegante, quanto in quella sportiva, sono celebri i maglioni operati di Missoni, contraddistinti da insoliti accostamenti di colori alla maniera impressionista. Con la tecnica jacquard a maglia doppia si realizzano disegni bicolori a effetto positivo-negativo.